# Pittabreitrachen
Die Pittabreitrachen (Calyptomenidae) sind eine artenarme Schreivogelfamilie, die in Südostasien auf der Malaiischen Halbinsel, auf Sumatra und Borneo (Gattung Calyptomena), sowie im tropischen Afrika (Gattung Smithornis) vorkommt.

## Merkmale
Pittabreitrachen sind kleine bis mittelgroße Schreivögel mit stämmigem ovalen Körper, kurzen, abgerundeten Flügeln und einem kurzen bis mittellangen Schwanz. Der Kopf ist breit mit großen Augen und einem kräftigen, breiten Schnabel mit einem kleinen Haken an der Spitze der oberen Hälfte. Der Hals ist kurz und dick. Die Beine sind kurz und stämmig, die Zehen sind dick und teilweise zusammengewachsen. Die Gattung Calyptomena ist leuchtend grün gefärbt, die Gattung Smithornis zeigt bräunliche, graue, weiße und schwarze Federn und hat einen hellen, schwarz gestreiften Bauch. Die Färbung der Männchen ist bei einigen Arten kräftiger oder sie zeigen mehr schwarz.

## Lebensraum und Lebensweise
Pittabreitrachen kommen in tropischen Tiefland- und Bergwäldern vor. Die Gattung Calyptomena ernährt sich vorwiegend von Früchten, vor allem von Feigen, dazu kommen Insekten, vor allem während der Brutzeit. Die Gattung Smithornis frisst vor allem Insekten, die entweder von Blättern, Zweigen und Ästen aufgesammelt werden oder im Flug gefangen werden.

## Fortpflanzungsbiologie
Die Fortpflanzungsbiologie der Pittabreitrachen ist bisher nur wenig bekannt. Anscheinend sind die Männchen polygyn. Das Nest der Vögel ist napf- oder kugelförmig und besteht aus Gras, Blättern, kleinen Wurzeln, Haftorganen von Kletterpflanzen und anderem pflanzlichen oder unter passenden Voraussetzungen tierischem Material. Das Gelege besteht aus einem bis drei Eiern. Inwieweit sich die Männchen an der Brutpflege beteiligen, ist bisher nur wenig bekannt. Zumindest beim Smaragdbreitrachen und beim Schwarzkehl-Breitrachen wurde beobachtet, dass sie die Jungvögel füttern.

## Systematik
Die Pittabreitrachen gehören zu den Schreivögeln der Alten Welt (Eurylaimides). Innerhalb dieser Klade wurden sie lange Zeit den Breitrachen (Eurylaimidae) zugeordnet. Eine Studie aus dem Jahr 2003 sah die Vögel jedoch, zusammen mit dem Grünbreitrachen (Sapayoa aenigma), als Schwestergruppe der Pittas (Pittidae) und die von allen drei gebildete Klade ist die Schwestergruppe der Breitrachen. In später veröffentlichten Arbeiten bilden die drei Taxa eine Klade mit den Lappenpittas (Philepittidae) in unterschiedlichen Schwestergruppenverhältnissen.

## Gattungen und Arten

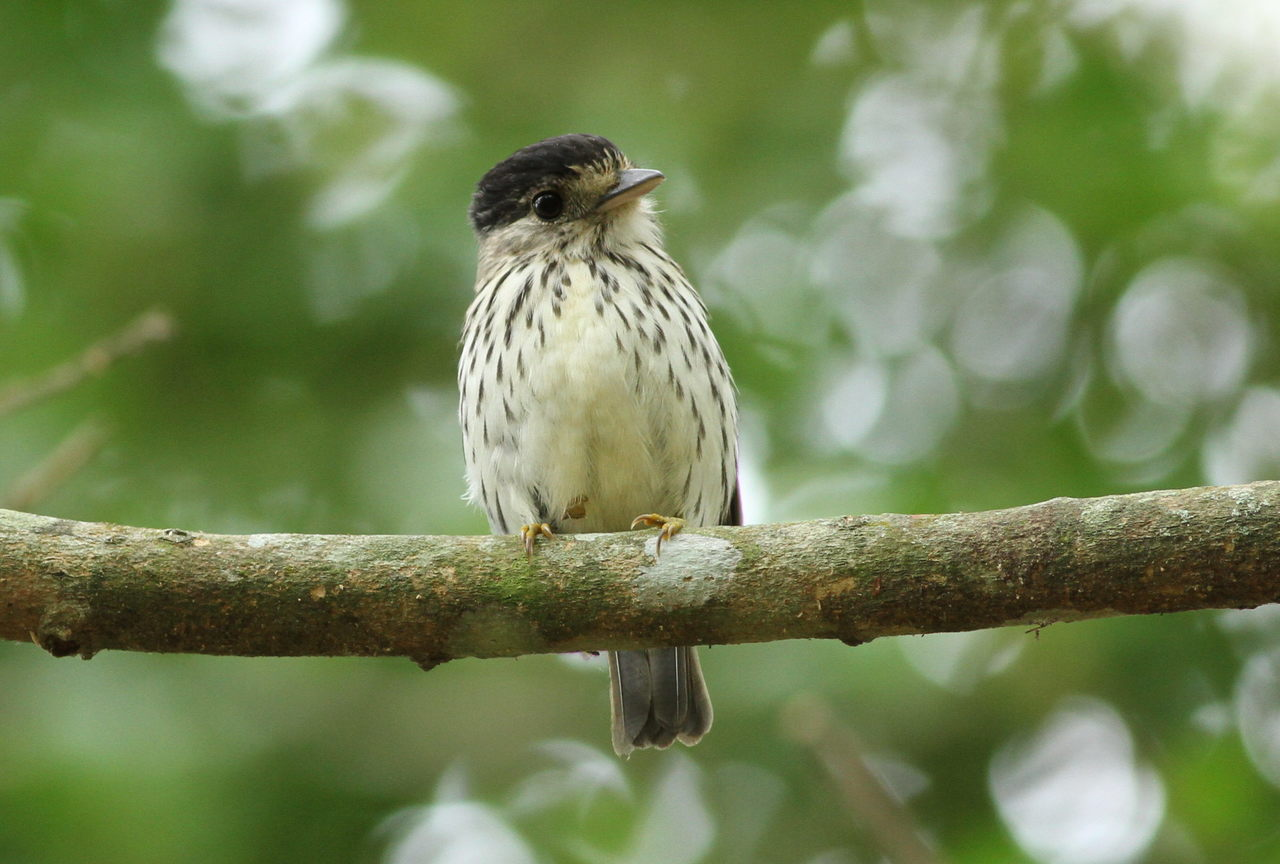
Schwarzscheitel-Breitrachen (Smithornis capensis)

Es gibt zwei Gattungen mit jeweils drei Arten:
- Calyptomena
  - Fleckenflügel-Breitrachen (Calyptomena hosii)
  - Smaragdbreitrachen (Calyptomena viridis)
  - Schwarzkehl-Breitrachen (Calyptomena whiteheadi)
- Smithornis
  - Schwarzscheitel-Breitrachen (Smithornis capensis)
  - Weißbinden-Breitrachen (Smithornis rufolateralis)
  - Graukopf-Breitrachen (Smithornis sharpei)